# Masters John Godfery
Masters John Godfery, född 1856, död 9 april 1945 i Torquay, var en brittisk botaniker som var specialiserad på orkidéer.

## Verk
- The Mediterranean Naturalist, Godfery, M.J., 1892
- Orchiserapias triloba and Orchiserapias pisanensis, Orchis Rewiew, Godfery, M.J., 1925
- The fertilisation of Ophrys speculum, Ophrys lutea and Ophrys fusca, Godfery, M.J., 1925
- Monograph and iconograph of native British Orchidaceae, Cambridge, Godfery, M.J., University press, 1933 (online)

Auktorsnamnet Godfery kan användas för Masters John Godfery i samband med ett vetenskapligt namn inom botaniken; se Wikipediaartiklar som länkar till auktorsnamnet.